# Фром (озеро)
Фром (англ. Lake Frome) — крупное бессточное озеро в австралийском штате Южная Австралия, расположенное к востоку от хребта Флиндерс. Фром представляет собой крупное, мелководное пересыхающее озеро, покрытое коркой соли. Длина озера составляет около 100 км, а ширина — 40 км. Большая часть озера находится ниже уровня Мирового океана. Площадь — 2596 км². Изредка наполняется солоноватой водой из пересыхающих криков, берущих начало в хребте Флиндерс, расположенном к западу от Фрому, или же исключительно водой из реки Стшелецки-Крик на севере. Осадков в районе озера выпадает от 149 до 216 мм в год.
На западе озеро Фром примыкает к Национальному парку Хребет Вулкатуна-Гаммон (англ. Vulkathunha-Gammon Ranges National Park), на севере соединено рекой Солт-Крик с озером Каллабонна, на востоке граничит с пустыней Стшелецкого, а на юге — с пастбищным хозяйством «Фром-Даунс». Количество осадков в регионе, где расположено озеро, минимальное, а ближайший населённый пункт, деревня Аркарула, находится в 40 км к северо-западу. В непосредственной близости от озера находятся два крупных месторождения урана.
Озеро названо в 1843 году в честь британского офицера и генерального землемера Южной Австралии Эдварда Чарльза Фрома. В 1991 году ввиду «региональной геологической значимости» озеро Фром было объявлено региональным заповедником.